# Hervé Pierre
Hervé Pierre (Les Fins, 22 aprile 1955) è un attore e regista francese.

## Biografia
Hervé Pierre ha studiato alla Scuola Nazionale di Teatro di Strasburgo, sotto la guida di Jean-Pierre Vincent, Jean Dautremay e Jean-Louis Hourdin. Nel 1977, Pierre ha fondato il Théâtre du Troc, che ha diretto fino al 1981. Residente nella Comédie-Française dal 1º febbraio 2007, ne è stato nominato membro il 1º gennaio 2011. Pierre è sposato con l'attrice francese Clotilde Mollet.

## Filmografia

### Cinema
- Les Truffes, regia di Bernard Nauer (1995)
- L'ussaro sul tetto (Le hussard sur le toit), regia di Jean-Paul Rappeneau (1995)
- Mordbüro, regia di Lionel Kopp (1997)
- On a très peu d'amis, regia di Sylvain Monnot (1998)
- Lautrec (Toulouse-Lautrec), regia di Roger Planchon (1998)
- Karnaval, regia di Thomas Vincent (1999)
- Inséparables, regia di Michel Couvelard (1999)
- L'Affaire Marcorelle, regia di Serge Le Péron (2000)
- Mercredi, folle journée!, regia di Pascal Thomas (2001)
- Il patto del silenzio (Le Pacte du silence), regia di Graham Guit (2003)
- Due per un delitto (Mon petit doigt m'a dit ...), regia di Pascal Thomas (2005)
- Asphalte, regia di Pierre Meunier (2005)
- Divergence, regia di Martin Mauvoisin (2005)
- Paris, je t'aime, regia di Bruno Podalydès (2006)
- Le Grand Appartement, regia di Pascal Thomas (2006)
- L'Heure zéro, regia di Pascal Thomas (2007)
- Ensemble, nous allons vivre une très, très grande histoire d'amour..., regia di Pascal Thomas (2010)
- J'aime regarder les filles, regia di Frédéric Louf (2011)
- Du vent dans mes mollets, regia di Carine Tardieu (2012)
- Associés contre le crime, regia di Pascal Thomas (2012)
- Superstar, regia di Xavier Giannoli (2012)
- La cuoca del presidente (Les Saveurs du palais), regia di Christian Vincent (2012)
- Tutto sua madre (Les garçons et Guillaume, à table!), regia di Guillaume Gallienne (2013)
- È arrivato nostro figlio (100% cachemire), regia di Valérie Lemercier (2013)
- Journal d'une femme de chambre, regia di Benoît Jacquot (2015)
- Le Goût des merveilles, regia di Éric Besnard (2015)
- Toglimi un dubbio (Ôtez-moi d'un doute), regia di Carine Tardieu (2017)
- Un figlio all'improvviso (Momo), regia di Sébastien Thiéry e Vincent Lobelle (2017)
- L'ufficiale e la spia (J'accuse), regia di Roman Polański (2019)
- Benedetta, regia di Paul Verhoeven (2021)
- La promessa - Il prezzo del potere (Les promesses), regia di Thomas Kruithof (2022)
- Maigret, regia di Patrice Leconte (2022)

### Televisione
- Il commissariato Saint Martin, regia di Gérard Vergez - serie TV (1997-2009)
- L'Homme sans nom, regia di Sylvain Monnot - serie TV (2010)
- L'illusion comique, regia di Mathieu Amalric - serie TV (2010)
- Les Faux-monnayeurs, regia di Benoît Jacquot - serie TV (2011)
- À la recherche du temps perdu, regia di Nina Companeez - serie TV (2011)
- La Danse de l'Albatros, regia di Nathan Miller - serie TV (2012)
- Crime d'État, regia di Pierre Aknine - serie TV (2013)
- Meurtre en trois actes, regia di Claude Mouriéras - serie TV (2013)
- Sacristie! - miniserie TV (2016)
- La Consolation, regia di Magaly Richard-Serrano - serie TV (2017)
- Lupin, Netflix - serie TV (2021-)
- Drôle, Netflix - serie TV (2022)

## Doppiaggio
- Dan Aykroyd in A spasso con Daisy
- Ricky Jay in Il colpo
- Timothy Spall in Il discorso del re
- Luis Gnecco in Neruda
- Gary Oldman in L'ora più buia

## Audiolibri
- (FR) Romain Gary, La promesse de l'aube, Gallimard, 25 aprile 2014, ISBN 978-2070144181.
- (FR) Tahar Ben Jelloun, Le mariage de plaisir, Gallimard, 22 giugno 2017, ISBN 978-2072729720.

## Teatro
- L'Affaire Dreyfus, scritto e diretto da Pierre Louis (1972)
- La brocca rotta, di Heinrich von Kleist, diretto da Pierre Louis (1973)
- L'isola degli schiavi, di Pierre de Marivaux, diretto da Pierre Louis (1974)
- Les Années d'absinthe, scritto e diretto da Pierre Louis, Festival des Nuits de Joux (1976)

- Pene d'amor perdute, di William Shakespeare, diretto da Jean-Pierre Vincent, Festival d'Avignon (1980)
- La morte di Danton, di Georg Büchner, diretto da Jean-Louis Hourdin (1983)
- Sogno di una notte di mezza estate, di William Shakespeare, diretto da Jean-Louis Hourdin (1984)
- La tempesta, di William Shakespeare (1985)
- Tre sorelle, di Anton Čechov, diretto da Alain Buttard (1986)
- La resistibile ascesa di Arturo Ui, di Bertolt Brecht, diretto da Guy Rétoré (1988)
- Timone d'Atene, di William Shakespeare, diretto da Dominique Pitoiset, Théâtre de l'Athénée-Louis-Jouvet (1991)
- Faust, di Johann Wolfgang von Goethe, diretto da Dominique Pitoiset, Théâtre de l'Athénée-Louis-Jouvet, Nouveau théâtre d'Angers (1993)
- Oblomov, di Ivan Aleksandrovič Gončarov, diretto da Dominique Pitoiset, Théâtre Vidy-Lausanne, MC93 Bobigny, théâtre national de Bretagne, théâtre de Nice (1994)
- I demoni, di Fëdor Dostoevskij, diretto da Roger Planchon, Opéra-Comique, TNP Villeurbanne (1998)